# Центр гребных видов спорта
«Центр гребных видов спорта» — спортивное сооружение в Казани, построенное к Летней Универсиаде 2013. Расположено в чертах города на озере Средний Кабан.

## История
В 2010 году стало известно, что канал будет расположен на озере Средний Кабан, а трибуна будет рассчитана на 1500 зрителей. Спортивный объект соответствует требования Международной федерации гребли. Само строительство было запланировано к Летней Универсиаде 2013 года. Территория всего объекта, в который помимо канала входят и другие сооружения, занимает 17 гектаров. Здесь расположены гребной бассейн, гостиница «Регата», административный комплекс, велодорожка и восстановительный центр. Перед строительством планировалось, что после Универсиады канал и другие расположенные рядом объекты станут центром подготовки сборных команд России.
Перед основными стартами, на канале проходили Всероссийские соревнования среди студентов по академической гребле и гребле на байдарках и каноэ в 2011 году. В следующем году в «Центре гребных видов спорта» прошли студенческие чемпионаты мира по гребле на байдарках и каноэ и академической гребле.
Во время Летней Универсиады 2013 года на гребном канале проходили соревнования в трёх видах спорта: академической гребле (с 6 по 8 июля) и гребле на байдарках и каноэ (с 13 по 15 июля) и плавании на открытой воде (17 июля).
Во время конвенции международной федерации плавания в 2012 году планировалось провести на гребном канале соревнования в плавании на открытой воде в рамках чемпионата мира по водным видам спорта 2015 года, однако затем было решено провести эти состязания на реке Казанке.

## Возможности
Центр гребных видов спорта функционирует круглый год, при этом на воде соревнования проводятся с мая по октябрь.

## Адрес
Город Казань, улица Хади Такташа, 122.